# Gemeinlebarn

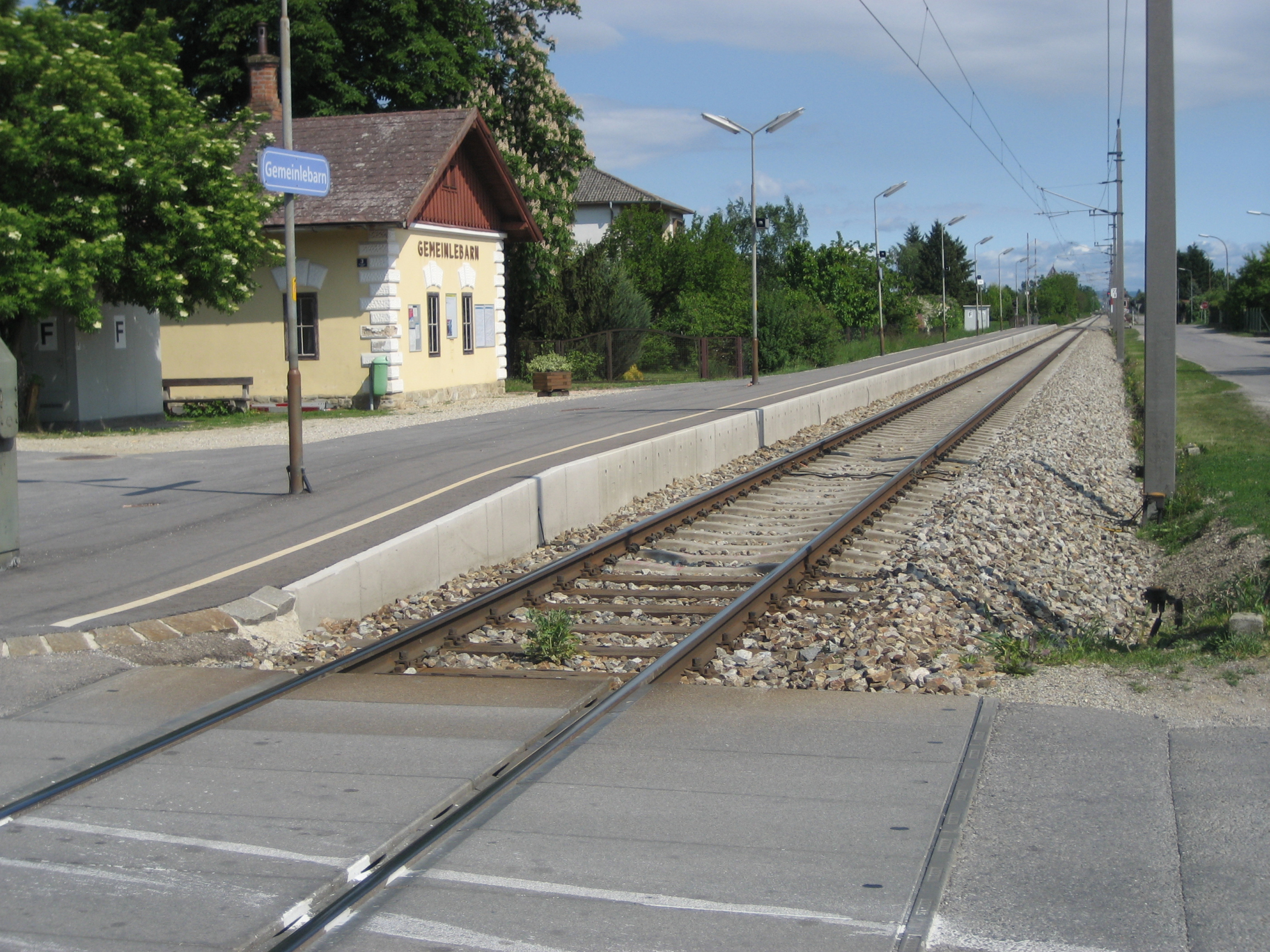
Bahnhaltestelle Gemeinlebarn

Gemeinlebarn ist eine Katastralgemeinde der Stadt Traismauer im Bezirk St. Pölten (Niederösterreich). Sie hat 726 Einwohner (Stand: 1. Jänner 2024).

## Geografie
Der Ort liegt am Südrand des westlichen Tullnerfeldes und wird von der Traismaurer Straße erschlossen, von der im Ort die Landesstraßen L5007, L5008 und L5009 abzweigen.

## Archäologische Funde
Das althochdeutsche Wort lewer aus der früheren Ortsbezeichnung Lewary bedeutet künstlicher Hügel, insbesondere Grabhügel (vgl. Leeberg). In Gemeinlebarn ist die besterhaltene Bestattung Österreichs der jungsteinzeitlichen Glockenbecherkultur entdeckt worden. Zudem wurde aus der Zeit um ca. 2300/2200–1600 v. Chr. ein bedeutendes Gräberfeld der frühen Bronzezeit gefunden. Das Gräberfeld Gemeinlebarn F (1880–1680 cal. BC) steht dabei bereits seit den 1990er Jahren immer wieder im Fokus der Wissenschaft. Auf der Basis von Grabdimension, Grabausstattung und Ausmaß der Beraubung konnte von bereits ein sozialer Unterschied der hier Bestatteten ermittelt und eine Einteilung in „reich“ und „arm“ vorgenommen werden. Obwohl die meisten pathologischen und degenerativen Veränderungen generell nur sehr schwach ausgeprägt sind, weisen Mitglieder der höheren Schicht ausgeprägtere Modifikationen und mindestens dieselben, wenn nicht höhere Frequenzen selbiger auf. Allerdings sind nur wenige signifikante Unterschiede zwischen den beiden Gruppen zu erkennen und die Hypothese, dass Mitglieder der sozial niedrigeren Schicht größerem Stress ausgesetzt waren als sozial höher gestellte Individuen, musste verworfen werden. 

Ab 1250 v. Chr. war Gemeinlebarn bereits eine Dorfanlage der älteren Phase der spätbronzezeitlichen Urnenfelderkultur mit Wohnhäusern in Pfostenbautechnik. Aus den reich ausgestatteten fürstlichen Hügelgräbern der Hallstattzeit stammen prächtig plastisch oder figural verzierte Gefäße, die mit roter und schwarzer Farbe bemalt wurden.
Bei Notgrabungen wurden in der Maisgasse vier frühlatènezeitliche Körpergräber freigelegt. Dabei fand man in einem Frauengrab zwei Vogel-Fibeln und eine Maskenfibel, ein Halsreif mit einer Hohlblechperle, drei Armreife, ein Fingerring, eiserne Haken für Gürtelketten und fünf Keramikgefäße. Am Schneiderweg südöstlich des Ortes stieß man auf eine mittellatènezeitliche Siedlung. In einer Gräbergruppe, die bis in die Frühlatènezeit zurückreicht, mit runden und rechteckigen Grabeinfriedungen wurden eiserne Schwertscheiden, eine Lanzenspitze, eine Maskenfibel, Koppelringe für Zaumzeug, ornamentierte Bronzeschuhschnallen, ein Hohlring und einige Keramikgefäße entdeckt.

## Geschichte
Laut Adressbuch von Österreich waren im Jahr 1938 in der Ortsgemeinde Gemeinlebarn ein Bäcker, ein Fleischer, zwei Gastwirte, zwei Gemischtwarenhändler, ein Glaser, ein Landesproduktehändler, eine Milchgenossenschaft, eine Obsthandlung, zwei Schmiede, ein Schneider und drei Schneiderinnen, zwei Schuster, ein Tischler, ein Wagner und zahlreiche Landwirte ansässig.

## Persönlichkeiten
- Ambros Zündel (1846–1905), Lehrer und Archäologe